# Neolitsea aciculata
Neolitsea aciculata là loài thực vật có hoa trong họ Nguyệt quế. Loài này được (Blume) Koidz. miêu tả khoa học đầu tiên năm 1918.